# Melodic warrior
Melodic warrior is een album en een cantateachtig werk van Terje Rypdal.

## Achtergrond
Rypdal schreef en speelde veel albums vol met jazzmuziek, waarbij hij zijn gitaar dan weer ijle newage-achtige dan weer hardrockklanken liet voortbrengen. Hij aarzelde ook niet om sommige van zijn stukken te arrangeren naar muziek, die behalve de elektrische gitaar aandoet als klassieke muziek. Dit album bracht twee werken met zich mee, die echter opgezet zijn als klassieke muziek. ECM Records wees daarbij op overeenkomsten met de muziek van Erkki-Sven Tüür, die ook rockelementen toepast in klassieke muziek.
Melodic Warrior Opus 79 werd in 2003 geschreven op verzoek van het Hilliard Ensemble, het Bruckner Orchester Linz en Dennis Russell Davies. Het is een werk voor solisten en symfonieorkest, waarbij de teksten zijn gebaseerd op teksten van Ojibweg, Dineh, Pima en Tohono O'odham volk. Het werk in 2003 ook in premiere. Opname voor dit album vonden plaats in december 2003. Er is onderscheid in een aantal secties: Awakening, Easy now, Song of thunders, The secret life, My music reaches to the sky, But then again, A prayer, Magician song en The morning star. Het werk duurt ongeveer 45 minuten.
And the sky was coloured with waterfalls and angels (opus 97, circa 28 minuten) is een werk voor solo elektrische gitaar en symfonieorkest. Rypdal kreeg inspiratie voor dit werk tijdens een muziekfestival in Cannes in 2008. Het kreeg zijn eerste uitvoering een jaar later tijdens een jazzfestival in Wrocław. Uitvoerenden waren Rypdal zelf en het Philharmonisch orkest van Wrocław onder leiding van Sebastian Perslowski. Het werk kent vier delen: Waterfall 1 tot en met 4.